# Кевін Кілбен
Кевін Кілбен (англ. Kevin Kilbane, нар. 1 лютого 1977, Престон, Велика Британія) — ірландський футболіст, що грав на позиції захисника, півзахисника. По завершенні футбольної кар'єри — футбольний телеексперт та спортивний журналіст.
Виступав, зокрема, за клуби «Сандерленд», «Евертон» та «Віган Атлетік», а також національну збірну Ірландії.

## Клубна кар'єра

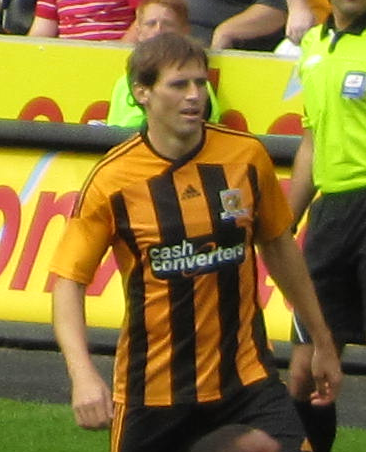
Кілбен у грі за «Галл Сіті», 2011

Народився 1 лютого 1977 року в місті Престон. Вихованець футбольної школи клубу «Престон Норт-Енд». Дорослу футбольну кар'єру розпочав 1995 року в основній команді того ж клубу, в якій провів два сезони, взявши участь у 48 матчах чемпіонату. 
Протягом 1997—1999 років захищав кольори команди клубу «Вест-Бромвіч Альбіон».
Своєю грою за останню команду привернув увагу представників тренерського штабу клубу «Сандерленд», до складу якого приєднався 1999 року. Відіграв за клуб з Сандерленда наступні чотири сезони своєї ігрової кар'єри. Більшість часу, проведеного у складі «Сандерленда», був основним гравцем команди.
2003 року уклав контракт з клубом «Евертон», у складі якого провів наступні три роки своєї кар'єри гравця. Граючи у складі «Евертона» також здебільшого виходив на поле в основному складі команди.
З 2006 року три сезони захищав кольори команди клубу «Віган Атлетік». Тренерським штабом нового клубу також розглядався як гравець «основи».
Згодом з 2009 по 2012 рік грав у складі команд клубів «Галл Сіті», «Гаддерсфілд Таун» та «Дербі Каунті».
Завершив професійну ігрову кар'єру у клубі «Ковентрі Сіті», за команду якого виступав у 2012 році.

## Виступи за збірні

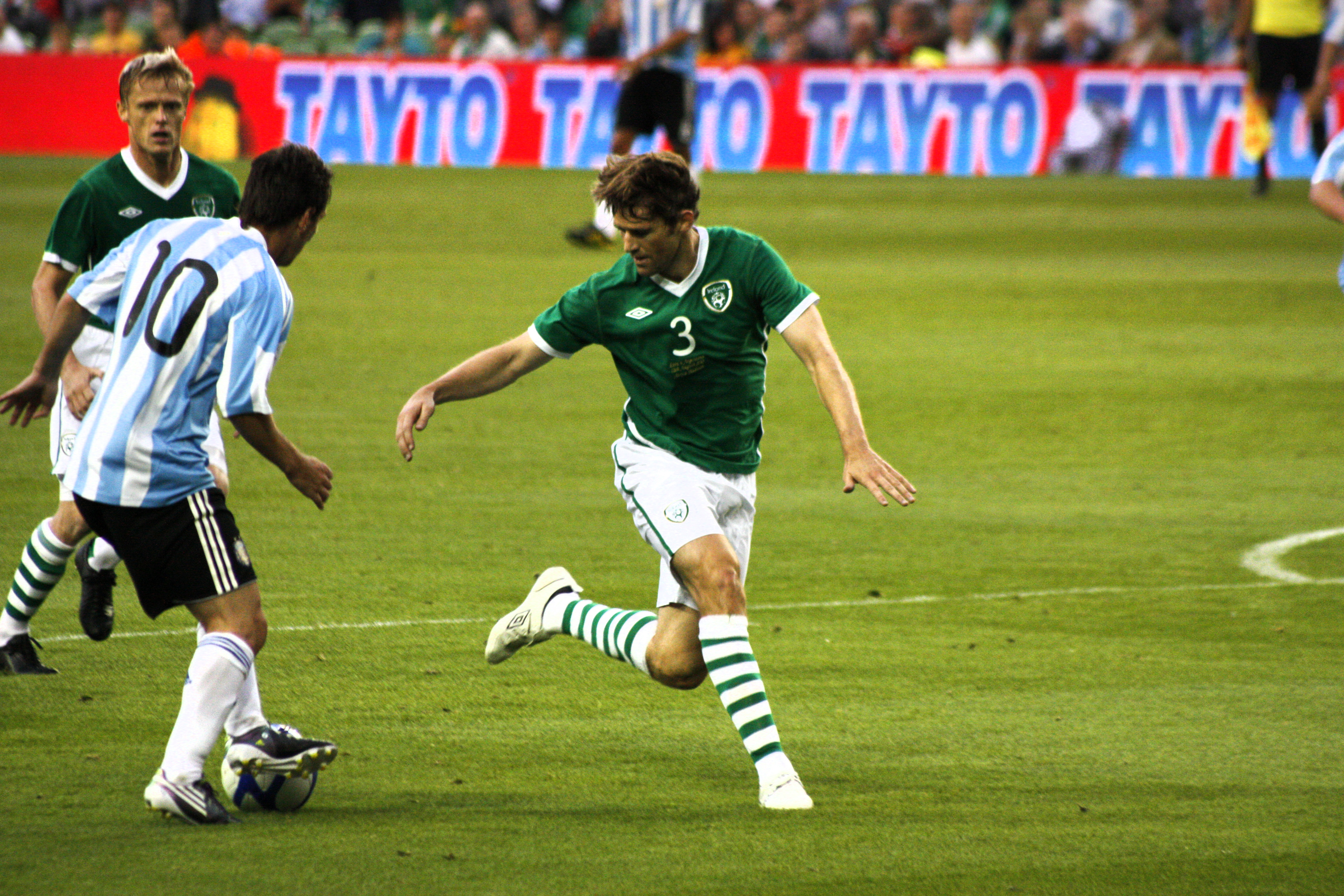
Кілбен проти Ліонеля Мессі

Протягом 1996–1997 років залучався до складу молодіжної збірної Ірландії. На молодіжному рівні зіграв у 9 офіційних матчах, забив 1 гол.
6 вересня 1997 року дебютував у складі національної збірної Ірландії в матчі проти Ісландії. Перший гол за збірну забив 11 жовтня 2006 року у ворота збірної Чехії. Протягом кар'єри у національній команді, яка тривала 15 років, провів у формі головної команди країни 110 матчів, забивши 8 голів. Займає третє місце за кількістю зіграних матчів в історії збірної, поступаючись лише Роббі Кіну та Шею Гівену.
У складі збірної був учасником чемпіонату світу 2002 року в Японії і Південній Кореї. Там разом з командою вийшли з групи, проте поступилися в наступній стадії змагань збірній Іспанії у післяматчевих пенальті, один з яких не забив саме Кілбен.

## Медіа кар'єра
Після завершення ігрової кар'єри працював експертом на ірландському телеканалі RTÉ Sport. Веде свою колонку в газеті Irish Daily Mail. Як футбольний аналітик та експерт з'являється на TV3 Ireland, BBC Radio 5 Live, Football Focus, Final Score, Newstalk та Match of the Day.

## Статистика виступів
Станом на 8 грудня 2012.
| Сезон             | Клуб                 | Дивізіон          | Ліга  | Ліга | Кубок | Кубок | Кубок ліги | Кубок ліги | Трофей ФЛ | Трофей ФЛ | Плей-оф | Плей-оф | Єврокубки | Єврокубки | Усього | Усього |
| Сезон             | Клуб                 | Дивізіон          | Матчі | Голи | Матчі | Голи  | Матчі      | Голи       | Матчі     | Голи      | Матчі   | Голи    | Матчі     | Голи      | Матчі  | Голи   |
| ----------------- | -------------------- | ----------------- | ----- | ---- | ----- | ----- | ---------- | ---------- | --------- | --------- | ------- | ------- | --------- | --------- | ------ | ------ |
| 1994–95           | Престон Норт-Енд     | Третій            |       |      |       | 0     | 0          | 0          |           | 0         |         |         | 0         | 0         |        |        |
| 1995–96           | Престон Норт-Енд     | Третій            |       |      |       | 0     | 0          | 0          |           | 0         |         |         | 0         | 0         |        |        |
| 1996–97           | Престон Норт-Енд     | Другий            | 36    | 2    | 0     | 0     | 4          | 0          | 0         | 0         | 0       | 0       | 0         | 0         | 40     | 2      |
| Усього            | Усього               | Усього            | 48    | 3    | 1     | 0     | 4          | 0          | 2         | 0         | 0       | 0       | 0         | 0         | 55     | 3      |
| 1997–98           | Вест-Бромвіч Альбіон | Перший            | 43    | 4    | 2     | 1     | 3          | 0          | 0         | 0         | 0       | 0       | 0         | 0         | 48     | 5      |
| 1998–99           | Вест-Бромвіч Альбіон | Перший            | 44    | 6    | 1     | 0     | 2          | 0          | 0         | 0         | 0       | 0       | 0         | 0         | 47     | 6      |
| 1999–2000         | Вест-Бромвіч Альбіон | Перший            | 19    | 5    | 1     | 0     | 5          | 2          | 0         | 0         | 0       | 0       | 0         | 0         | 25     | 7      |
| Усього            | Усього               | Усього            | 106   | 15   | 4     | 1     | 10         | 2          | 0         | 0         | 0       | 0       | 0         | 0         | 120    | 18     |
| 1999–2000         | Сандерленд           | Прем'єр-ліга      | 20    | 1    | 0     | 0     | 0          | 0          | 0         | 0         | 0       | 0       | 0         | 0         | 20     | 1      |
| 2000–01           | Сандерленд           | Прем'єр-ліга      | 30    | 4    | 3     | 1     | 1          | 0          | 0         | 0         | 0       | 0       | 0         | 0         | 34     | 5      |
| 2001–02           | Сандерленд           | Прем'єр-ліга      | 28    | 2    | 1     | 0     | 1          | 0          | 0         | 0         | 0       | 0       | 0         | 0         | 30     | 2      |
| 2002–03           | Сандерленд           | Прем'єр-ліга      | 30    | 1    | 3     | 0     | 1          | 0          | 0         | 0         | 0       | 0       | 0         | 0         | 34     | 1      |
| 2003–04           | Сандерленд           | Перший            | 5     | 0    | 0     | 0     | 1          | 0          | 0         | 0         | 0       | 0       | 0         | 0         | 6      | 0      |
| Усього            | Усього               | Усього            | 113   | 8    | 7     | 1     | 4          | 0          | 0         | 0         | 0       | 0       | 0         | 0         | 124    | 9      |
| 2003–04           | Евертон              | Прем'єр-ліга      | 30    | 3    | 0     | 0     | 3          | 1          | 0         | 0         | 0       | 0       | 0         | 0         | 33     | 4      |
| 2004–05           | Евертон              | Прем'єр-ліга      | 38    | 1    | 3     | 2     | 2          | 1          | 0         | 0         | 0       | 0       | 0         | 0         | 43     | 11     |
| 2005–06           | Евертон              | Прем'єр-ліга      | 34    | 0    | 4     | 0     | 1          | 0          | 0         | 0         | 0       | 0       | 4         | 0         | 43     | 0      |
| 2006–07           | Евертон              | Прем'єр-ліга      | 2     | 0    | 0     | 0     | 0          | 0          | 0         | 0         | 0       | 0       | 0         | 0         | 2      | 0      |
| Усього            | Усього               | Усього            | 104   | 4    | 7     | 2     | 6          | 2          | 0         | 0         | 0       | 0       | 4         | 0         | 121    | 15     |
| 2006–07           | Віган Атлетік        | Прем'єр-ліга      | 31    | 1    | 1     | 0     | 1          | 0          | 0         | 0         | 0       | 0       | 0         | 0         | 33     | 1      |
| 2007–08           | Віган Атлетік        | Прем'єр-ліга      | 35    | 1    | 2     | 0     | 1          | 0          | 0         | 0         | 0       | 0       | 0         | 0         | 38     | 1      |
| 2008–09           | Віган Атлетік        | Прем'єр-ліга      | 10    | 0    | 1     | 0     | 2          | 0          | 0         | 0         | 0       | 0       | 0         | 0         | 13     | 0      |
| Усього            |                      |                   | 76    | 2    | 4     | 0     | 4          | 0          | 0         | 0         | 0       | 0       | 0         | 0         | 84     | 2      |
| 2008–09           | Галл Сіті            | Прем'єр-ліга      | 16    | 0    | 0     | 0     | 0          | 0          | 0         | 0         | 0       | 0       | 0         | 0         | 16     | 0      |
| 2009–10           | Галл Сіті            | Прем'єр-ліга      | 21    | 1    | 1     | 0     | 2          | 0          | 0         | 0         | 0       | 0       | 0         | 0         | 24     | 1      |
| 2010–11           | Галл Сіті            | ЧФЛ               | 14    | 1    | 0     | 0     | 1          | 0          | 0         | 0         | 0       | 0       | 0         | 0         | 15     | 1      |
| 2011–12           | Галл Сіті            | ЧФЛ               | 0     | 0    | 0     | 0     | 0          | 0          | 0         | 0         | 0       | 0       | 0         | 0         | 0      | 0      |
| Усього            | Усього               | Усього            | 51    | 2    | 1     | 0     | 3          | 0          | 0         | 0         | 0       | 0       | 0         | 0         | 55     | 2      |
| 2010–11           | Гаддерсфілд Таун     | Перша ФЛ          | 24    | 2    | 2     | 0     | 0          | 0          | 2         | 0         | 3       | 1       | 0         | 0         | 31     | 3      |
| Усього            | Усього               | Усього            | 24    | 2    | 2     | 0     | 0          | 0          | 2         | 0         | 3       | 1       | 0         | 0         | 31     | 3      |
| 2011–12           | Дербі Каунті         | ЧФЛ               | 9     | 1    | 0     | 0     | 1          | 0          | 0         | 0         | 0       | 0       | 0         | 0         | 10     | 1      |
| Усього            | Усього               | Усього            | 9     | 1    | 0     | 0     | 1          | 0          | 0         | 0         | 0       | 0       | 0         | 0         | 10     | 1      |
| 2012–13           | Ковентрі Сіті        | Перша ФЛ          | 9     | 0    | 0     | 0     | 2          | 2          | 1         | 0         | 0       | 0       | 0         | 0         | 12     | 2      |
| Усього            | Усього               | Усього            | 9     | 0    | 0     | 0     | 2          | 2          | 1         | 0         | 0       | 0       | 0         | 0         | 12     | 2      |
| Усього за кар'єру | Усього за кар'єру    | Усього за кар'єру | 540   | 44   | 26    | 4     | 34         | 6          | 5         | 0         | 3       | 1       | 4         | 0         | 612    | 55     |